# 施吕特环形山
施吕特环形山(Schlüter)是月球正面西侧附近的一座大型撞击坑，形成于早雨海世，其名称取自十九世纪德国天文学家海因里希·施吕特(Heinrich Schlüter，1815年–1844年)，1964年被国际天文联合会正式批准接受。

## 描述
施吕特环形山位于环东方海的科迪勒拉山脉西北，其东部边缘与几乎破损的哈特维希环形山相接壤。其中心月面坐标为5°54′S 83°18′W / 5.9°S 83.3°W，直径89公里，
深度2.82公里，内部容积7297.74公里³。陨坑边缘不规则，大致呈圆形，南北二端略向外突；沿内壁显示有阶地结构，其中北侧内壁较为陡峭，南侧内壁上坐落着一座小型双联坑，陨坑其它边缘则没有受到明显的侵蚀。
陨坑底部沿北侧内壁有一片低反照率的弧形地带，几乎与科迪勒拉山脉南面幽暗的秋湖表面相一致；而地表其它部分反照率则与周边地形相同；坑底中心坐落着一座由走向朝北的绵延山脊构成的中央峰；靠近西北内壁的地表上分布有一道细长的月溪。

## 卫星陨石坑
按照惯例，最靠近施吕特环形山的卫星坑在月图上以字母标注在该坑中心点的旁边。
| 施吕特 | 纬度   | 经度    | 直径    |
| ------ | ------ | ------- | ------- |
| A      | 9.2° S | 82.4° W | 37 公里 |
| P      | 0.1° N | 85.1° W | 20 公里 |
| S      | 7.9° S | 89.9° W | 13 公里 |
| U      | 5.0° S | 89.9° W | 10 公里 |
| V      | 4.4° S | 86.8° W | 12 公里 |
| X      | 1.2° N | 88.2° W | 13 公里 |
| Z      | 2.8° S | 83.7° W | 11 公里 |